# G.Rag y los Hermanos Patchekos
G.Rag y los Hermanos Patchekos ist eine 1999 gegründete, vierzehnköpfige Münchener Band.

## Geschichte
Die Bandmitglieder komponierten und spielten die Musik zu Franz Xaver Bogners Fernsehserie München 7. Die Band war dafür 2005 für den Adolf-Grimme-Preis nominiert.

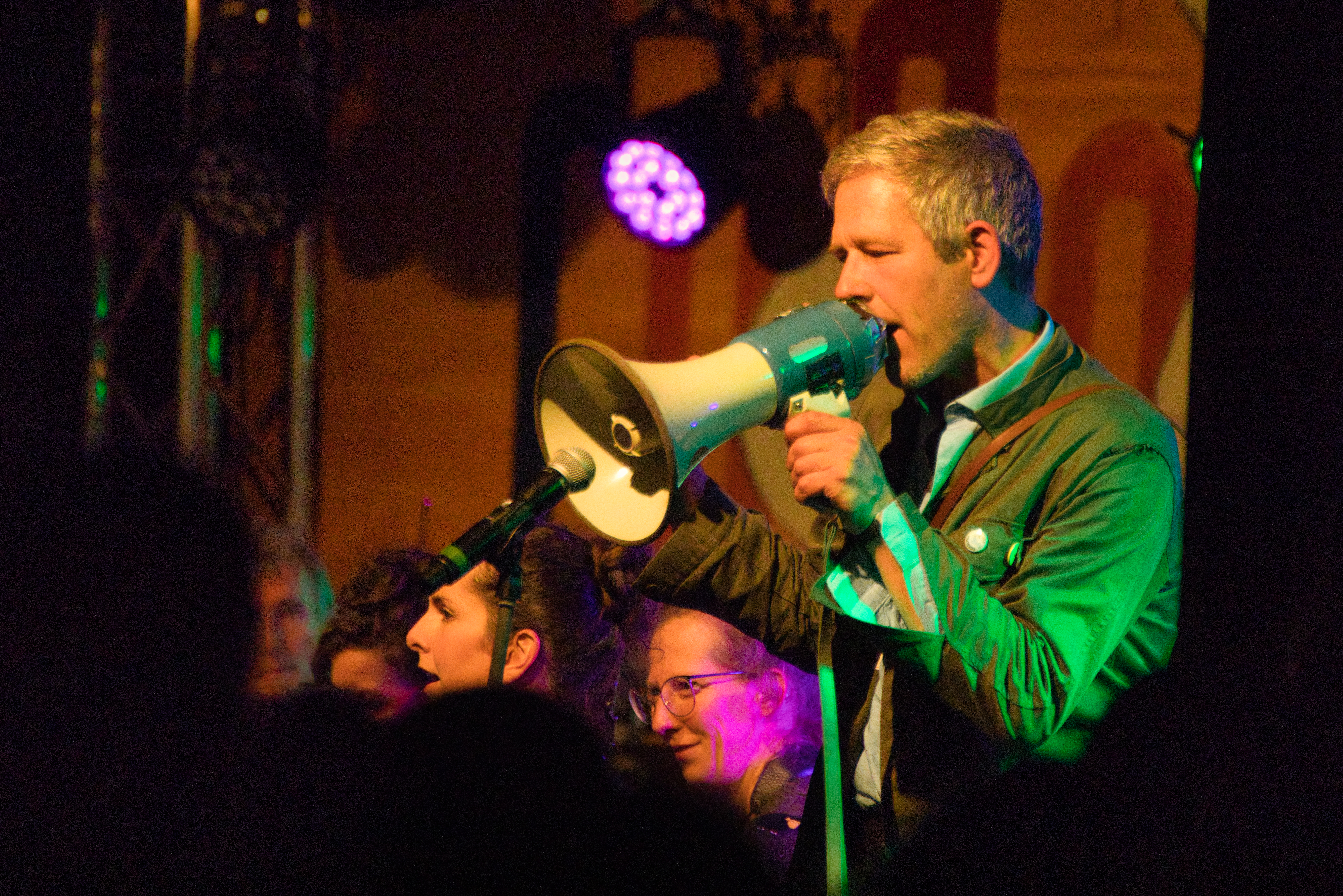
G. Rag & Die Landlergschwister auf dem Rudolstadt-Festival 2024.

Der Bandleader Andreas Staebler betreibt in München unter dem Namen Gutfeeling Recordstore einen Plattenladen, Daniel Kappla das Plattenlabel Gutfeeling Records, bei dem die Veröffentlichungen von G.Rag y los Hermanos Patchekos und befreundeter Bands erscheinen.
Für die Filmmusik des deutschen Kinofilmes Meer is nich (2008) wurde fast das gesamte Album Lucky Goddam sowie weitere, neu komponierte Stücke verwendet. Außerdem spielten einige Mitglieder von G.Rag y los Hermanos Patchekos zum Teil tragende Rollen in diesem deutschen Musik- und Jugendfilm. So ist Sascha Schwegeler der Schlagzeuglehrer der Hauptfigur Lena, Andreas Staebler und Mathias Thar sind (wie im echten Leben) in der Punkband Analstahl zu sehen. Analstahl ist ebenso wie G.Rag y los Hermanos Patchekos eine Band des Labels Gutfeeling.
Einige Mitglieder der Band sind in kleinerer Besetzung auch als Dos Hermanos sowie G.Rag und die Landlergschwister aktiv. Letztere erhielten 2013 den „Stern des Jahres“ der Münchener Abendzeitung in der Kategorie „Neue Heimatklänge“.

## Besetzung

### Aktuelle Besetzung
- Andreas  Staebler alias Stübner alias G.Rag – Gesang, Gitarre, Mundharmonika
- Mikel Jack alias Mr. Zelig – Schlagzeug
- Marc Bücherl alias Marc Bude – Kontrabass
- Jörg Wizigmann alias José alias The Black Rider – Gitarre, Gesang, Mundharmonika
- Daniel "Ernie" Kappla alias DJ Ernesto – Gesang, Gitarre, Guiro
- Alois Schmelz alias Die Sau – Trompete
- Mathias Thar alias Hias Eichberg alias Hoss – Trompete
- Thomas Kretschmer alias ToMTrÖtE – Trompete
- Phillip Groß alias il grande phipo – Akkordeon
- Christoph "Stoffel" Nowosad alias Señor de la Nowosad – Percussion
- Sascha Schwegeler alias El Doctore – Percussion, Steeldrum
- Ninnie Schüpferling alias Nicoletta D. – Klarinette
- William Fiuza alias Willi Patcheko – Cuíca
- Toni Lamprecht alias Toni Triola alias Der Stier von Kochel – Melodica

### Ehemalige Mitglieder
- Herbert "Aubi" Aubinger alias Monsieur Uebi – Akkordeon
- Wastl Bischoff alias Karate Joey Saufenfucker – Kontrabass
- Theresa Loibl – Klarinette

## Diskografie
- 2000: Radio Tijuana
- 2001: O321H (gesprochen: „Oh-dreioanazwanzg-Ha“, benannt nach dem Mercedes Tour-Bus Baujahr 69)
- 2003: Cadeau Bizarre
- 2005: München 7 (Soundtrack)
- 2006: München 7 Vol. II (Soundtrack)
- 2007: Lucky Goddamn
- 2009: Hold Fast
- 2012: Pain Perdu
- 2012: München 7 Vol. 3 (Soundtrack)
- 2016: Wacky Tobacky
- 2018: How Sweet the Sound
- 2022: Paradiso
- 2023: Esperanza